# 822e Georgische bataljon

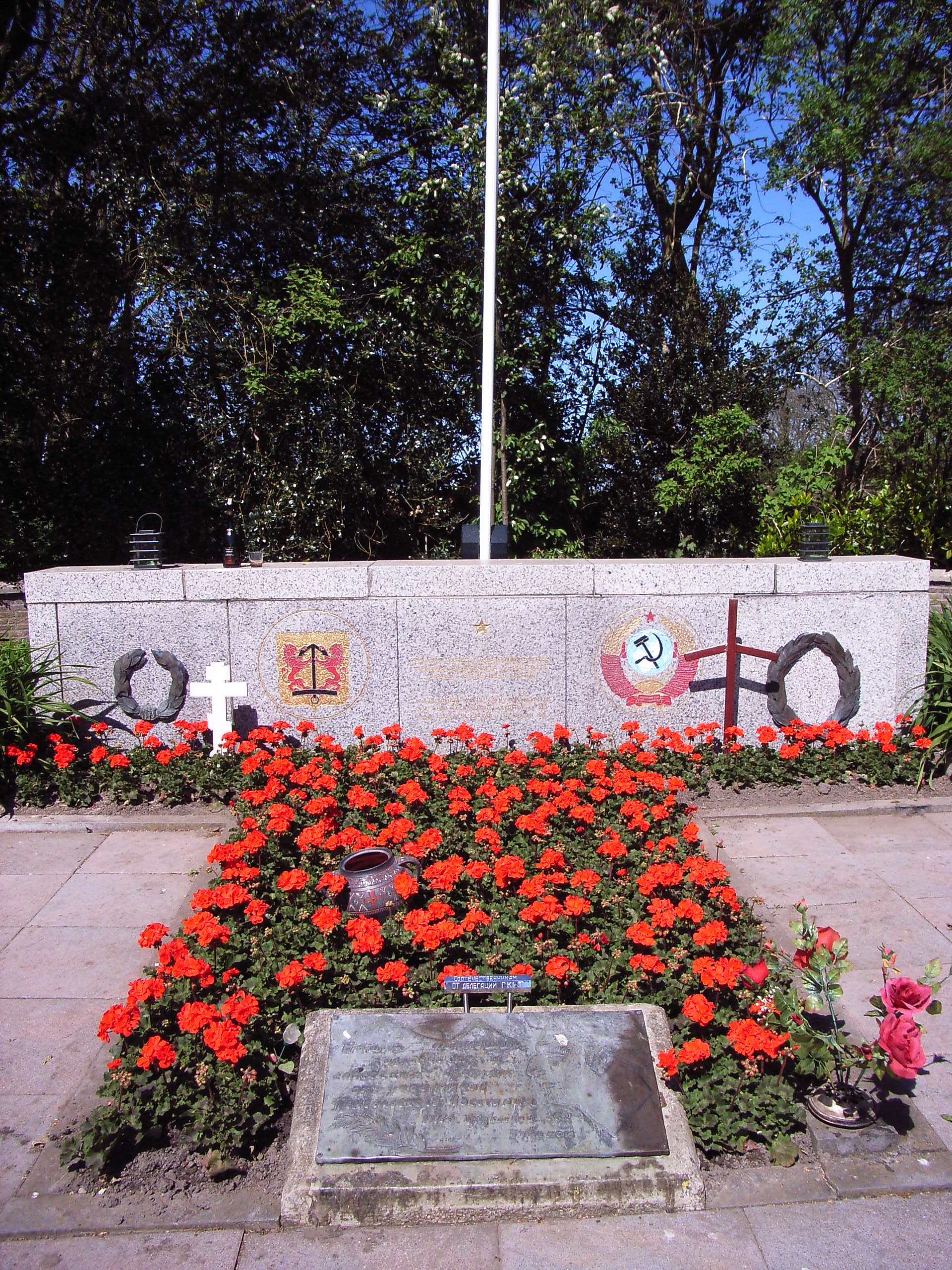
Begraafplaats op Texel

Het 822ste Georgische Bataljon Infanterie Koningin Tamara bestond op 5 april 1945 uit 246 Duitsers en 756 Georgische Sovjet-onderdanen. 
Duizenden Georgiërs waren tijdens de Blitzkrieg van 1941-1942 door de Duitsers krijgsgevangen genomen. De leefomstandigheden in de kampen waar ze terechtkwamen waren zo slecht, dat velen vrijwillig dienst namen in het Duitse zogenaamde Ostlegion-programma. Het leek hen de enige manier om de oorlog te overleven.

## Texel
Voordat het 822ste Bataljon op 6 februari 1945 onder leiding van commandant Klaus Breitner op het eiland Texel aankwam, was het via Frankrijk naar Zandvoort gegaan, waar het 17 maanden gestationeerd bleef. Vandaar ging het bataljon naar Texel en namen zij intrek in diverse bunkercomplexen op het eiland. Hun taak was om de Atlantikwall te verbeteren. Op Texel bestond deze uit 500 bouwwerken, waaronder drie kustbatterijen en twee luchtafweerbatterijen.

## Opstand der Georgiërs
In april 1945 was de toekomst van de Georgiërs onduidelijk. Mogelijk zou het bataljon naar het front in Oost-Nederland gestuurd worden. Majoor Breitner kreeg op 5 april inderdaad opdracht om de volgende dag om 07:00 uur te vertrekken. Aangezien de Georgiërs in hun thuisland als landverraders werden gezien, besloten ze dat dit het enige moment was dat ze zich konden rehabiliteren. In de nacht van 5 op 6 april kwamen ze in opstand en werden circa 222 Duitsers in hun slaap gedood.
De Opstand van de Georgiërs werd geleid door Sjalva Loladze maar mislukte. Commandant Breitner ontkwam en waarschuwde de Duitse troepen in Den Helder. De gevechten duurden voort, er kwamen nieuwe Duitsers naar het eiland en de Georgiërs werden naar het noorden verdreven. De laatste gaven zich bij de Eierlandse vuurtoren van De Cocksdorp over. Velen waren voordien ondergedoken bij de Texelse bevolking.
De Canadezen hebben Texel op 20 mei 1945 bevrijd. Van de 756 Georgiërs keerden 219 (Texelse) Georgiërs naar hun vaderland terug. Op de Erebegraafplaats Hoge Berg Texel liggen 481 Georgiërs uit het bataljon begraven. Tevens liggen op de begraafplaats nog 4 Noord Kaukasiërs begraven. Zij zijn omgekomen voordat de Georgiërs hun muiterij begonnen. (Totaal aantal graven is 485)

## Bron
- De Russenoorlog